# 拉希 (马恩省)
拉希（法語：Lachy，法語發音：[laʃi]）是法国马恩省的一个市镇，属于埃佩尔奈区。

## 地理
拉希（48°46'8"N, 3°42'25"E）面积16.89 平方千米，位于法国大東部大區马恩省，该省份为法国东北部内陆省份，北起阿登省，西北接埃纳省，西南接塞纳-马恩省，南至奥布省，东南接上马恩省，东临默兹省。
与拉希接壤的市镇（或旧市镇、城区）包括：沙勒维尔新城、布鲁瓦、沙勒维尔、莱塞萨尔莱塞扎讷、默尔-韦尔代、塞扎讷。

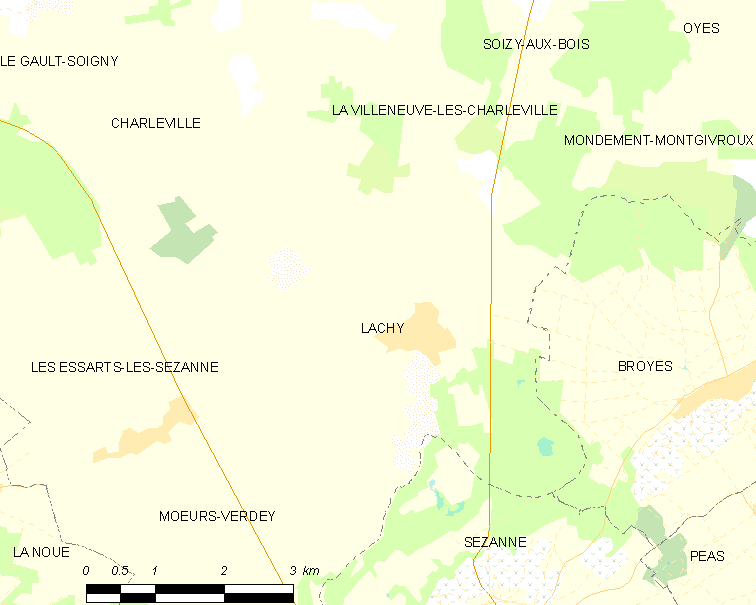
的OSM定位图

拉希的时区为UTC+01:00、UTC+02:00（夏令时）。

## 行政
拉希的邮政编码为51120，INSEE市镇编码为51313。

## 政治
拉希所属的省级选区为塞扎讷-布里-香槟县。

## 人口

1962-2008年间人口变化图示

拉希于2022年1月1日时的人口数量为347人。